# Вирусы-сателлиты
Вирусы-сателлиты (англ. Satellite viruses) — субвирусные агенты, неспособные строить капсиды самостоятельно, так как их геномы не содержат все необходимые для этого гены. Для размножения вирусу-сателлиту необходимо заражение клетки-хозяина другим вирусом, после чего вирус-сателлит, используя белки (ферменты или структурные белки), производимые другим вирусом,  заставляет клетку-хозяина создавать свои новые вирионы.
Некоторые вирусы-сателлиты в процессе размножения частично подавляют производство вирионов другого вируса, являясь по сути сверхпаразитами, за что были названы вирофагами (по аналогии с бактериофагами). Так, вирофаг Спутник (Mimivirus-dependent virus Sputnik) — вирус-сателлит, размножающийся в амёбах, заражённых мимивирусом (Acanthamoeba polyphaga mimivirus), уменьшает воспроизводство последнего.

## Классификация
Согласно исследованиям 2016 года, в группу включают следующие таксоны:
- Семейство Sarthroviridae
- Семейство Lavidaviridae
- Род из семейства Parvoviridae
  - Dependoparvovirus
- Роды incertae sedis
  - Albetovirus
  - Aumaivirus
  - Deltavirus
  - Papanivirus
  - Virtovirus